# Shin Hi-sup
Shin Hi-sup est un boxeur sud-coréen né le 29 juillet 1964 à Séoul.

## Carrière
Passé professionnel en 1980, il devient champion d'Asie OPBF des poids mi-mouches en 1983 puis champion du monde des poids mouches IBF le 2 août 1986 après sa victoire aux points contre son compatriote Chung Bi-won. Hi-sup conserve son titre face à Henry Brent puis est battu par Dodie Boy Peñalosa le 22 février 1987. Il met un terme à sa carrière de boxeur après ce combat sur un bilan de 37 victoires, 3 défaites et 1 match nul.